# Calle Alberdi (Tucumán)
La Calle Juan Bautista Alberdi es una calle de San Miguel de Tucumán, Tucumán, Argentina. Se extiende desde la avenida 24 de septiembre y calle Colombres hasta la calle Dr. Ramón Adrián Araujo. Lleva el nombre del jurista, político, escritor tucumano Juan Bautista Alberdi, quien fuera autor intelectual de la Constitución de 1853 y el máximo referente del liberalismo argentino.

## Historia
La calle fue abierta con la expansión del área central de la ciudad en 1887, durante la intendencia de José Padilla. Antes de la creación y trazado de calles, era la única calle empedrada de la capital, ya que comunicaba el actual Hospital Padilla con la estación Tucumán del Ferrocarril Central Norte. Durante el siglo XX se asentaron diversas instituciones sobre la calle, como el Colegio Hermanas Esclavas, el Hospital Padilla o el Teatro Paul Groussac. En el sitio de esta calle, se libró la Batalla de Tucumán en 1812, construyéndose una pirámide sobre este sitio. Alrededor de esta pirámide se crearía la actual Plaza Belgrano.

## Sitios de Interés
A lo largo de esta calle se desarrollan varios lugares de interés y emblemáticos:
- Teatro Paul Groussac
- Plaza Libertad
- Colegio Fasta "Reina de La Paz"
- Escuela Comercio N° 2
- Capilla Sagrado Corazón de las Hermanas Esclavas
- Colegio Hermanas Esclavas
- Hospital Ángel Cruz Padilla
- Plaza Belgrano
- Plaza Sarmiento
- Escuela Juan Larrea
- Parque Sur